# Лосбург
Лосбург (нім. Loßburg) — громада в Німеччині, знаходиться в землі Баден-Вюртемберг. Підпорядковується адміністративному округу Карлсруе. Входить до складу району Фройденштадт.
Площа — 79,26 км2. Населення становить 7527 ос. (станом на 31 грудня 2020).